# جيني هيلستروم
جيني هيلستروم (بالسويدية: Jenny Hellström)‏ هي مصممة أزياء سويدية، ولدت في 1976.

## وصلات خارجية
- الموقع الرسمي